# Discocerina balsamae
Discocerina balsamae är en tvåvingeart som först beskrevs av Cresson 1930.  Discocerina balsamae ingår i släktet Discocerina och familjen vattenflugor.
Artens utbredningsområde är Honduras. Inga underarter finns listade i Catalogue of Life.